# Звёздный поток
Звёздный пото́к представляет собой объединение звёзд, обращающееся вокруг центра галактики, которое когда-то было шаровым скоплением или карликовой галактикой, а сейчас разлетается и вытянуто вдоль орбиты под действием приливных сил.

## Звёздные потоки в Местной Группе

### Звёздные потоки в Млечном Пути
| Название                                      | Происхождение                                                      | Масса, M⊙        | Длина, св. лет                               | Состав                                        | Год открытия |
| --------------------------------------------- | ------------------------------------------------------------------ | ---------------- | -------------------------------------------- | --------------------------------------------- | ------------ |
| Поток Арктура                                 | более не существующая карликовая галактика                         | неизвестно       | неизвестно                                   | старые звёзды с недостатком тяжёлых элементов | 1971         |
| Магелланов Поток                              | Большое и Малое Магеллановы Облака                                 | 200 млн          | 1 млн                                        | водородный газ                                | 1972         |
| Поток Стрельца                                | Карликовая эллиптическая галактика в Стрельце (SagDEG)             | 100 млн          | 1 млн                                        | Большое разнообразие звёзд                    | 1994         |
| Поток Хелми (Helmi)                           | более не существующая карликовая галактика                         | от 10 до 100 млн | несколько полных петель вокруг Млечного Пути | старые звёзды с недостатком тяжёлых элементов | 1999         |
| Поток Palomar 5                               | шаровое скопление Паломар 5                                        | 5000             | 30000                                        | старые звёзды                                 | 2001         |
| Поток Девы                                    | более не существующая карликовая галактика                         |                  | 30000                                        |                                               | 2001         |
| Кольцо Единорога                              | Карликовая галактика в Большом Псе                                 | 100 000 000      | 200 000                                      | звёзды среднего возраста                      | 2002         |
| Поток антицентра                              | более не существующая карликовая галактика                         | неизвестно       | 30000                                        | старые звёзды                                 | 2006         |
| Поток NGC 5466 (45-градусный приливный поток) | шаровое скопление NGC 5466                                         | 10000            | 60000                                        | очень старые звёзды                           | 2006         |
| Поток-сирота                                  | карликовая галактика Большая Медведица II                          | 100 000          | 20000                                        | старые звёзды                                 | 2006         |
| Поток Ахерон                                  | шаровое скопление                                                  |                  |                                              |                                               | 2007         |
| Поток Коцит                                   | шаровое скопление                                                  |                  |                                              |                                               | 2007         |
| Поток Лета                                    | шаровое скопление                                                  |                  |                                              |                                               | 2007         |
| Поток Стикс                                   | более не существующая карликовая галактика (возможно, Волопас III) |                  |                                              |                                               | 2007         |
| Поток Волопаса III                            | более не существующая карликовая галактика (возможно, Волопас III) |                  |                                              |                                               | 2007         |
| Поток Водолея                                 | более не существующая карликовая галактика                         |                  | 30000                                        | старые звёзды                                 | 2010         |
| Lamost 1                                      | разрушенное шаровое скопление                                      | 21000            |                                              | звёзды промежуточного возраста                | 2015         |
| Поток Фимбултул                               | шаровое скопление Омега Центавра                                   | 318              |                                              |                                               | 2019         |

### Звёздные потоки в Галактике Андромеды
| Название                    | Происхождение | Масса, M⊙ | Длина, св. лет | Состав | Год открытия |
| --------------------------- | ------------- | --------- | -------------- | ------ | ------------ |
| M31 Giant звёздный поток    |               |           |                |        |              |
| Andromeda NE звёздный поток |               |           |                |        | 2004         |

## Звёздные потоки вне Местной Группы
| Название                         | Происхождение                             | Масса, M⊙ | Длина, св. лет | Состав | Год открытия |
| -------------------------------- | ----------------------------------------- | --------- | -------------- | ------ | ------------ |
| NGC 5128 Young Blue Tidal Stream | Газовый фрагмент или карликовая галактика |           |                |        | 2002         |